# 理想主義 (アイディアリズム)
理想主義（idealism、Idealismus）とは、I理論哲学（theoretical philosophy）、II道徳哲学（moral philosophy）、III人生論・政治論（政治姿勢）、Ⅳ国際政治の四局面において、自然主義（naturalism）及び現実主義（realism）に対立する考え方、立場である。本項目においては前三者について説明する。

## 哲学史上の理想主義の位置
西洋哲学史上、自然主義（naturalism）＆唯物論（materialism）か観念論（idealism）＆理想主義（idealism）か、で理論対立が続いてきたが、理想主義が隆盛を極めたのは三期あった。一つ目はアテナイの哲学（プラトン、アリストテレス）、二つ目はドイツ観念論（deutscher Idealismus）、三つ目はドイツとイギリスで同時に興った理想主義（新カント学派（Neukantianer）とイギリス理想主義（British idealism））であった。

## Ⅰ理論哲学

### 立場の違い
実践哲学に対置されるのが理論哲学であるが、そこでの存在論（ontology）や認識論（epistemology）における、自然主義と理想主義の間の対立の構図は、マルクス主義が提唱するＡ唯物論、Ｂ経験的観念論、Ｃ客観的観念論、Ｄ先験的観念論という区分図式で見てみると、理解しやすい。ここで、唯物論に対立する観念論はＣ客観的観念論と主観的観念論に分かれ、その主観的観念論はまた、Ｂ経験的観念論とＤ先験的観念論に分かれる。客観存在の在り様と主観認識の仕方については下記のように規定できる。ここで、一般にはＡ唯物論とＢ経験的観念論が自然主義であり、Ｃ客観的観念論とＤ先験的観念論が理想主義ということになる。

### 自然主義

#### Ａ唯物論
この立場では、自然客観は人間主観なしに存在する。自然客観の本質は物質である。自然客観は人間主観へと、客観的理想に照らしてではなく、自然な状態で反映認識され、把握される。他流派からは、この立場は自然客観の認識は何等かの理想、カテゴリーによらずして、いかにして認識は可能なのか、と批判される。

#### Ｂ経験的観念論
この立場では、客観的理想に照らしてではなく、自然な状態で、人間主観が自然客観を認識しようとする。人間主観の活動によってはじめて自然客観は認識されるが、その像は人間主観の知覚に限定される（バークリー）か、あるいは人間主観の印象に限定され（ヒューム）、いずれも自然客観の像は把握し得ないとする。他流派からは、この立場では客観的真理の獲得は無理ではないかと、と批判される。

### 理想主義

#### Ｃ客観的観念論
この立場では、自然客観は人間主観なしに存在する。自然客観の本質は精神的なものであり、感覚的世界の他に、イデア（idea）の世界があり、人間主観がそれを認識するには特殊な状況を要し（プラトン）、あるいはイデー（Idee）が自己変化し、認識もその一環としてある（ヘーゲル）、いずれも自然客観は人間主観へと認識され、把握される。他流派からは、この立場はイデアやイデーの存在の証明はいかにして可能か、と批判される。

#### Ｄ先験的観念論
この立場では、Bにおけるような自然な状態においてではなく、客観的理想に照らして、人間主観が自然客観を認識しようとする。人間主観の活動によってはじめて自然客観は認識されうる。自然客観がどういうものかについては、現象的に把握できるが、その本質については究極的には把握できない（カント）。他流派からは、この立場は客観的理想の存在の証明はいかにして可能か、と批判される。

## Ⅱ道徳哲学

### 自然主義
Ａ唯物論とＢ経験的観念論が主張する。
この立場では、客観的理想というものはなく、したがって善悪の絶対的判断はできず、善悪は相対性のものである。善悪は社会的変遷とともに変化する。感覚的肉体的条件、感性を重んじ、精神的価値、理性に優位を置かない（唯物論、功利主義）。唯一の終局的価値に肯定的態度を採らない（懐疑主義、価値相対主義）。感性の働きによる緩い倫理を要求する。不断の努力による人間性の完成を無意味とする。理想主義からは、この立場では絶対的な善悪が言えず、そもそも倫理とは言えない、と批判される。

### 理想主義
Ｃ客観的観念論とＤ先験的観念論が主張する。
この立場では、客観的理想に照らして、善悪の絶対的判断ができる。善悪は社会的変遷に関わらず一定不変である。感覚的肉体的条件、感性を軽んじ、精神的価値、理性に優位を置く。理性の働きによる厳しい倫理を要求する（カント）。唯一の終局的価値に肯定的態度を採る（人格主義、教養主義）。不断の努力による人間性の完成を目指す（人格主義）。自然主義からは、この立場では客観的な理想が存在するとはいかにして証明可能か、と批判される。

## Ⅲ人生論・政治論

### 現実主義
この立場は、現実と理想とでは、現実を重視する。現実をありのままに肯定する。理想を定立せず、現実の状況によって現実の変更を考える。当面の目標は現実から導かれるとする。理想主義からは、この立場は現実に埋没して方向を見失う態度、現実対応に追われて本来の意味を見失う態度、盲目的なルーチン行動に陥る動物的態度、などと批判される。

### 理想主義
この立場は、現実と理想とでは、理想を重視する。理想との対比で現実を見つめる。理想を定立し、現実を理想に近づけようとする。当面の目標は究極の理想から導かれるとする。自然主義からは、この立場は地に足がついていない態度、空想に徹する態度、現実の醜さを無視する態度、などと批判される。

## 四つの局面における関係
四つの局面における各立場の関係については、ある局面である立場を採れば、他の局面では他の立場になるとの必然性はないが、たいていの場合、Ⅰ理論哲学で自然主義を採る者はⅡ道徳哲学、Ⅲ人生論・政治論、Ⅳ国際政治においても自然主義・現実主義を採り、Ⅰ理論哲学で理想主義を採る者はⅡ道徳哲学、Ⅲ人生論・政治論、Ⅳ国際政治においても、理想主義を採る傾向にあり、そのように首尾一貫している主張が前者では自然主義であり、後者では理想主義である。

## 理想主義の特徴
理想主義の特徴は現実に甘んぜず、常にはるか遠くの理想を求め、それに少しでも近づこうとする態度である。その態度を崇高な行為と認めるのである。ここから人格を高めることをよしとする人格主義や、教養を深めることが価値ある行為であるとする教養主義が、帰結するのである。理想主義者は突き詰めれば、人格主義者であり、教養主義者である。この立場に理論的根拠を与えたのはイマニュエル・カントであり、トーマス・ヒル・グリーンであり、河合栄治郎である。